# 第四出局
在棒球比赛中，第四出局指的是在一个半局中出现的第四个合法出局数。根据棒球规则，第三人出局并不能使球变为死球状态，所以仍有可能出现其他出局数。例如在两人出局的情况下，如果野手成功封杀一名跑垒员，这个出局数将被记为第三出局，尽管这个出局数可能在其他出局之后发生。

## 规则：封杀优先
棒球规则规定在活球时封殺事件（包括打者在一垒前出局）被认定为先于所有得分事件。有关事例经常发生：一个跑垒员回本垒得分，而后另一跑垒员在某垒包被封杀，跑垒员得分无效，留下残垒。但是触杀则不同，只有触杀事件发生在得分事件之前，得分才会被判无效。第四出局在第三出局数不是封杀而后一出局数是封杀的情况下出现。所以所谓第四出局在规则上发生在第三出局之前，会被记为第三出局。

## 重要規則
三出局後，若出現對該隊有利的申訴，且裁判接受該申訴，則申訴出現的出局數將成為第三出局數
基本上棒球紀錄並不會出現真正的第四個出局數，但是根據以上規則會發生第四個出局數發生，其重要原因為修改出局順序
在三人出局後，球隊申訴，出現新的第三出局者，使的原本的第三出局者變成第四出局者。

## 舉例
出现第四出局的情况十分少，但仍有一些典型例子：

### 例子：封杀申诉出局
假设已有两人出局，打者将球打出未被接杀。三垒跑垒员回本垒得分，二壘跑垒员踩过三垒试图回本垒得分，但是被防守方在本垒前触杀。此时，一垒跑垒员冲上三垒却漏踩二垒垒包。此时的情况是三人出局，进攻方得一分。
规则：如果野手此时对规则了解透彻，则应将球传至二垒，并向裁判申诉。裁判认定产生封杀（一壘跑壘員），则出现第四出局数，记为第三出局，并且得分无效。记录上原三垒跑者、二壘跑者留下残垒，一壘跑者改記為第三出局。

### 例子：非申诉出局
假设两人出局，二、三垒有人，打者轰出三垒方向的球。三壘跑垒员回来触垒得分，但是二垒跑垒员在三垒前被触杀。此时如果得分在触杀之前发生，则得分有效。但是，我们假设打者跑向一垒的时候因为种种原因受伤，而此时，防守方传球封杀或触杀打者，则此事件被判定为最先发生，第四出局使原得分无效。三垒跑垒员被记留下残垒，得分无效，二类跑垒员留下残垒，不记出局，打者出局被记为第三出局。

### 例子：一、三垒有人
两人出局，一、三垒有人。跑垒员试图盗垒，但打者擊出游擊方向滾地球，此时三垒跑垒员回来得分，然后游击手在二垒前触杀跑垒员(第三出局)，再传一垒封杀打者(第四出局)，由于第四出局是封杀，被记为第三出局，得分无效，一垒留下残垒。

### 例子: 失去的第四出局1
在2009年4月12日洛杉磯道奇與亞利桑那響尾蛇的比賽中，道奇因為響尾蛇未能取得第四出局而得到一分。當時一人出局二三壘有人，而打者擊出投手方向平飛球被直接接殺出局。二三壘跑者都提前起跑的情況下，三壘跑者頭也不回地踩了本壘就走回休息室。而投手則把球傳給二壘，二壘手上前觸殺未能回壘的二壘跑者。響尾蛇隊球員以為該半局結束得分不算，就下場準備攻守交替。然而，因為觸殺提前起跑的二壘跑者並非封殺，因此該分未被取消。在防守球員都下場後，道奇隊的托瑞（Joe Torre）總教練向主審主張這一分應該照算。因為當時沒有響尾蛇隊球員在場上，所以沒有人可以去三壘作跑者未先回壘的促請裁決。假若他們在攻守交替下場前就促請裁決，這個出局將會成為實際上的第三出局而使該分失效。

### 例子: 失去的第四出局2
在2022年6月29日華盛頓國民隊與匹茲堡海盜隊的比賽中，五局上海盜隊打者Hayes在一出局二三壘有人的情況下擊出了一壘方向平飛球被國民隊的Josh Bells接殺，但位於二三壘的跑者皆提前往下一個壘包前進，三壘手Ehire Adrinza在接到球後將未來得及回壘的原二壘跑者Hoy Park給觸殺出局，形成第三出局。由於三壘跑者Jack Suwinski已在Park遭觸殺前跑回本壘，因此海盜隊可獲得一分，但主審卻沒有宣判海盜隊得分，於是海盜隊的總教練Derek Shelton向主審主張這一分應該照算，裁判們也在開會討論後宣判海盜隊得分有效。假如國民隊的防守球員在離開球場前對三壘審提出促請裁決，使提前離壘的Suwinski被判出局，則該得分失效，但當時所有球員皆已離開球場，因此錯失了提出促請裁決的時機。而國民隊最終就以一分差輸球。

## 第五出局
若出现四出局以后仍然是活球状态（如三、四出局均非封杀），则根据规则可能出现第五出局，但至今仍没有此类事件发生。理论上要出现第五出局需为满垒情況下才有可能发生。

### 舉例
1人出局滿壘，打者擊出高飛犧牲打，外野手接到球後，傳二壘觸殺試圖推進卻跑太慢的一壘跑者（三壘跑者先得分），應為三出局得一分結束；但是此出局發生後，二壘手抗議二壘跑員提早離壘，而踩二壘促請裁決（appeal）並獲得成立，使提早離壘的二壘跑者成為第四出局，由於此情況為非封殺狀態，所以得分仍照算；然而若二壘手又抗議三壘跑者提前離壘，即傳三壘再促請裁決並獲得成立，使亦提早離壘的三壘跑者成為第五出局，由於此出局數為原得分跑壘員，故得分不算，此第五出局視為第三出局，原第三及第四出局取消，並記為一二壘的殘壘。